# الحبيل (الميثانة)

تعديل مصدري - تعديل

الحبيل محلة تابعة لقرية الميثانة، التابعة لعزلة المسيل بمديرية فرع العدين إحدى مديريات محافظة إب في الجمهورية اليمنية، بلغ تعداد سكانها 150 حسب تعداد اليمن لعام 2004.